# ルシオ・リニャーレス
ルシオ・リニャーレス（Lucio Linhares、1973年11月8日 - ）は、ブラジルの男性総合格闘家。ミナスジェライス州イパチンガ出身。アリアンシ柔術所属。ルシオ・リナレスとも表記される。
格闘家としては、柔術の盛んなフィンランドのヘルシンキを拠点として活動している。

## 来歴
15歳のとき、武術映画に影響されてカンフーを始めた。
1999年、世界柔術選手権に出場し、アダルト紫帯メイオペサード級で3位に入賞した。

### M-1
2008年より参戦したM-1 Challengeではブラジル人でありながらチーム・フィンランドのミドル級選手として出場し、通算5勝2敗の成績を残した。

### UFC
2009年8月1日、Affliction: Trilogyでジヴァニウド・サンターナと対戦予定であったが、大会開催がキャンセルされた。
2009年12月12日、UFC初参戦となったUFC 107でホジマール・パリャーレスと対戦し、ヒールホールドで一本負けを喫した。
2010年3月31日、UFC Fight Night: Florian vs. Gomiで岡見勇信と対戦。1Rに左目尻をカットすると、2Rに傷がひどくなりドクターストップによるTKO負け。2連敗となりUFCからリリースされた。

## 戦績
| 総合格闘技 戦績 | 総合格闘技 戦績 | 総合格闘技 戦績 | 総合格闘技 戦績 | 総合格闘技 戦績 | 総合格闘技 戦績 | 総合格闘技 戦績 |
| --------------- | --------------- | --------------- | --------------- | --------------- | --------------- | --------------- |
| 20 試合         | (T)KO           | 一本            | 判定            | その他          | 引き分け        | 無効試合        |
| 14 勝           | 4               | 6               | 4               | 0               | 0               | 0               |
| 6 敗            | 4               | 1               | 1               | 0               | 0               | 0               |

| 勝敗 | 対戦相手                       | 試合結果                        | 大会名                                | 開催年月日     |
| ○    | ミッチ・ホワイトセル           | 1R 0:28 TKO（パンチ連打）       | Fight Festival 28                     | 2010年10月16日 |
| ×    | 岡見勇信                       | 2R 2:47 TKO（ドクターストップ） | UFC Fight Night: Florian vs. Gomi     | 2010年3月31日  |
| ×    | ホジマール・パリャーレス       | 2R 3:21 ヒールホールド          | UFC 107: Penn vs. Sanchez             | 2009年12月12日 |
| ○    | ミハイル・ザイーツ             | 1R 1:00 チョークスリーパー      | M-1 Global: Breakthrough              | 2009年8月28日  |
| ○    | ヴァウジール・アラウージョ     | 1R 1:25 KO（パンチ）            | M-1 Challenge 16: USA                 | 2009年6月5日   |
| ○    | ショーン・サーモン             | 1R 2:07 チョークスリーパー      | M-1 Challenge 12: USA                 | 2009年3月14日  |
| ○    | カミル・ウイグン               | 1R 1:22 腕ひしぎ十字固め        | Fight Festival 25                     | 2009年2月21日  |
| ○    | カール・"サイコ"・アモーゾ     | 1R 4:52 TKO（マウントパンチ）   | M-1 Challenge 10: Finland             | 2008年11月26日 |
| ×    | ミハイル・ザイーツ             | 5分2R終了 判定0-3               | M-1 Challenge 4: Battle on the Neva 2 | 2008年6月27日  |
| ○    | モイシズ・ゲイビン             | 1R 4:39 腕ひしぎ十字固め        | M-1 Challenge 3: Gran Canaria         | 2008年5月31日  |
| ×    | イム・ヒョンギュ               | 1R KO（パンチ連打）             | M-1 Challenge 2: Russia               | 2008年4月3日   |
| ○    | トル・トロエン                 | 5分2R終了 判定2-1               | Shooto Finland: Chicago Collision 3   | 2007年11月17日 |
| ○    | ノルディン・アシュリー         | 1R 1:56 腕ひしぎ十字固め        | Fight Festival 22                     | 2007年9月22日  |
| ○    | マッチ・マケラ                 | 2R 1:53 チョークスリーパー      | Carelia Fight 3                       | 2007年9月1日   |
| ○    | トニー・ヴァルトネン           | 1R 2:41 KO                      | Fight Festival 19                     | 2006年9月16日  |
| ×    | トマシュ・ドルヴァル           | 1R 3:32 TKO（パウンド）         | The Cage Vol. 4: Redemption           | 2005年12月3日  |
| ○    | ロベルト・ジョシュ             | 5分3R終了 判定2-1               | The Cage Vol. 3: Rise of the Titans   | 2005年9月24日  |
| ○    | グゼゴシュ・ジャクボウスキー   | 5分3R終了 判定2-1               | The Cage Vol. 2: Capital Collision    | 2005年3月12日  |
| ×    | ターレス・レイチ               | 1R TKO（コーナーストップ）      | Vitoria Extreme Fighting 1            | 2004年5月29日  |
| ○    | ジュリオ・セザール・アウヴェス | 5分3R終了 判定3-0               | Vitoria Extreme Fighting 1            | 2004年5月29日  |

## 獲得タイトル
- 世界柔術選手権 アダルト紫帯メイオペサード級 第3位（1999年）[2]

## 表彰
- ブラジリアン柔術 黒帯